# Жан-Крістоф Форель
Жан-Крістоф Форель (фр. Jean-Christophe Faurel; нар. 6 березня 1981) — колишній французький тенісист.
Найвищу одиночну позицію світового рейтингу — 140 місце досяг 10 квітня 2006 року.
Найвищим досягненням на турнірах Великого шолома було 2 коло в одиночному розряді.
Завершив кар'єру 2009 року.

## Титули на челленджерах

### Одиночний розряд: (1)
| Ранг | Рік  | Турнір             | Покриття | Суперник     | Рахунок  |
| ---- | ---- | ------------------ | -------- | ------------ | -------- |
| 1.   | 2005 | Тімішоара, Румунія | Ґрунт    | Якуб Заглава | 6–3, 7–5 |